# ونیکرمبی
ونیکرمبی (به انگلیسی: Vaniyakarambai) یک روستا در هند است که در Kumbakonam Taluk واقع شده‌است.

## خصوصیات
ونیکرمبی ۱۵۷ نفر جمعیت دارد.